# Micrathena fissispina
Micrathena fissispina là một loài nhện trong họ Araneidae.
Loài này thuộc chi Micrathena. Micrathena fissispina được Carl Ludwig Koch miêu tả năm 1836.